# Mattias Pedersén
Mattias Pedersén, född 20 januari 1989, är en svensk fotbollsspelare. Han spelade juniorfotboll i BK Häcken. Seniorkarriären började i Gunnilse IS. 2014 flyttade han till norska Bærum SK i Obos-ligaen och spelade där i två år. 2016 flyttade han tillbaka till Sverige och Ljungskile SK i Superettan.